# Aleksandra Gintrowska
Aleksandra Gintrowska, nota anche con lo pseudonimo di OLA (Szczecinek, 28 marzo 1991), è una cantante e attrice polacca.
Lo pseudonimo OLA deriva dal cuore della parola poland, cioè Polonia in inglese

## Biografia
Figlia d'arte, viene da una famiglia con tradizioni musicali: uno dei nonni cantava in un coro, l'altro nonno suonava il violino; sua madre era una cantante e sua sorella suona il violoncello.
Ha studiato canto nelle scuole di Szczecinek. Durante la scuola elementare, ha imparato a suonare il pianoforte. Successivamente ha studiato presso un liceo privato e la classe di canto lirico della scuola secondaria di musica di Oskar Kolberg. Dopo aver completato gli studi, è partita per la capitale Varsavia, dove si è diplomata presso la scuola superiore internazionale, e poi è partita per Londra, dove ha frequentato la facoltà di melodramma e di opera lirica all'Università di Kingston.
Durante i suoi giorni da studentessa partecipava al coro e delle esibizioni accademiche, e appariva anche in musical come This Is Musical, Gems from the Shows e Cell Block Tango, messo in scena nei teatri di Londra.

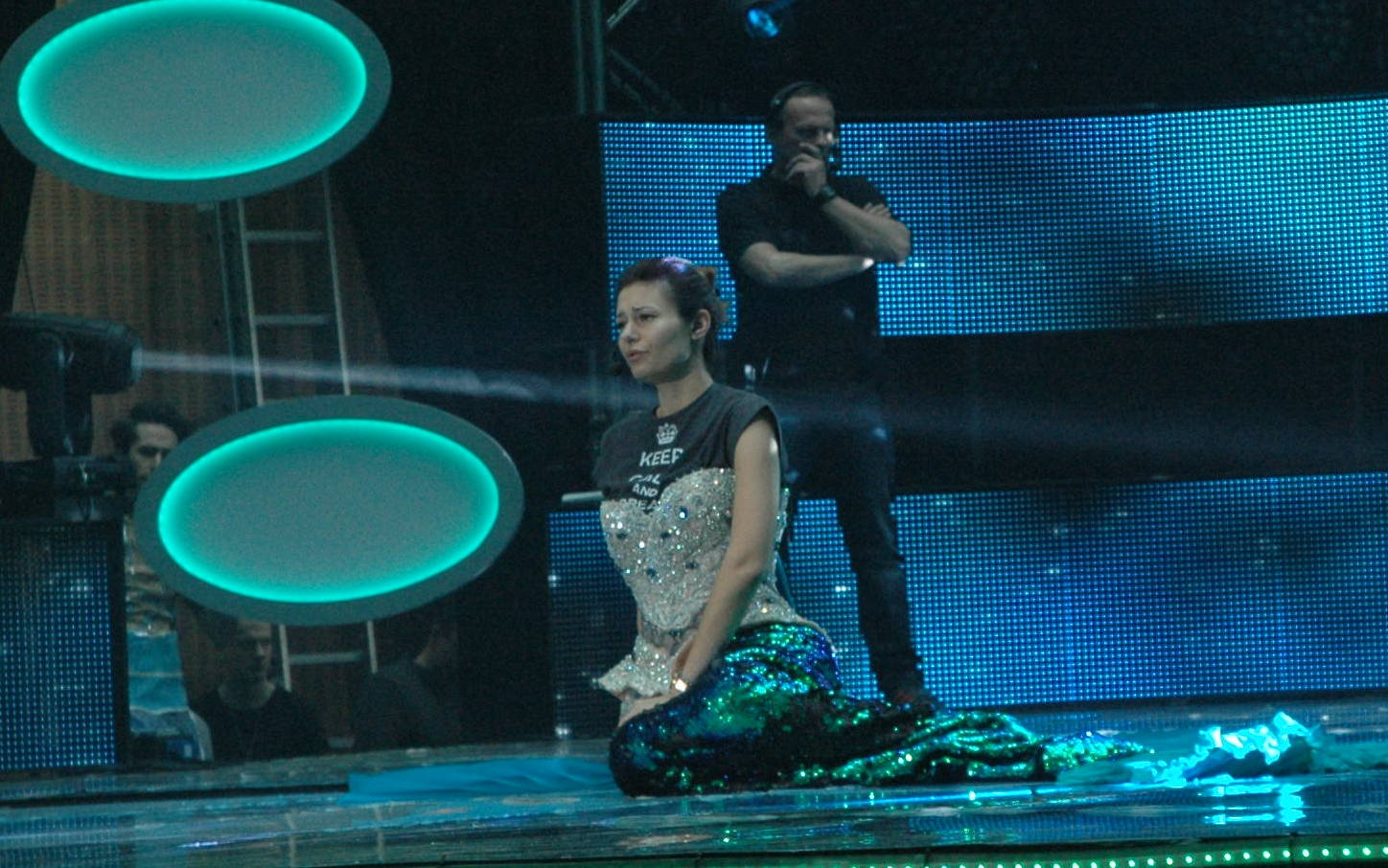
Aleksandra Gintrowska durante il processo nelle qualificazioni nazionali a 61. Eurovision Song Contest, marzo 2016.

Nel 2015, ha pubblicato il singolo "Missing", in cui la musica è stata composta da Robert Janson. La canzone è stata utilizzata come tema musicale di Polsat Must Be the Music - Solo musica. Nel 2016, si è qualificata con la canzone per le finali delle qualificazioni nazionali Eurovision. Il 5 marzo ha conquistato il penultimo, ottavo posto nella finale di selezione. Il suo costume da sirena in cui è apparsa nei preliminari è stato commentato dai media nazionali polacchi. Anche le doti vocali della cantante sono state recensite. Nel 2017, una clip per la canzone "Missing", utilizzata nella colonna sonora del film Słaba płeć? diretto dal regista polacco Krzysztof Lang, gli è stato assegnato l'anti-premio Węża nella categoria "Worst Period Film Music Video".
Nell'agosto 2016, ha pubblicato il singolo "Best That I Felt", prodotto dal produttore musicale americano Ryan Tedder. Nel dicembre 2016, ha pubblicato la canzone "Rowdy", e alla fine di gennaio 2017 ha presentato il suo primo singolo in lingua polacca - "Biała magia", che è stato creato in collaborazione con Robert Janson.
Il 17 dicembre 2019, si è esibita al concerto "I canti più belli", che si è tenuto nella chiesa parrocchiale di Nostra Signora di Częstochowa a Lubin, trasmesso alla vigilia di Natale su TVN. Il 31 dicembre, insieme al coro, si è esibita durante il concerto di Capodanno a Varsavia trasmesso da TVN. La cantante ha cantato la canzone "It’s raining man" e "Nah Neh Nah".
Ha interpretato Monika nel film Barbara Sass W imieniu diabła (2011) e Jola nel film di Jan Kidawa-Błoński Gwiazda (2017). Dal 2018, recita in ruoli secondari nelle serie televisive: Pierwsza miłość e M jak miłość, ha anche recitato in due episodi della serie Diagnoza (2018).
Ha partecipato al programma di intrattenimento di Polsat Twoja twarz brzmi znajomo (2017) e uno dei cento giurati al talent show polacco Śpiewajmy razem - All Together Now (2019).

## Filmografia
- 2011: W imieniu diabła – Monika
- 2017: Gwiazdy – Jolanta
- 2018: Pierwsza miłość – Urszula Dzieciątkiewicz, siostra Walerego
- 2018: M jak miłość – Małgosia
- 2018: Diagnoza – Zuza

## Discografia

### Singoli
- 2015 - "Missing"
- 2016 - "Il meglio che abbia sentito"
- 2016 - "Rowdy"
- 2017 - "Biała magia"